# Morogoro
Morogoro é a capital da região de Morogoro fica próxima a Nguru montanha localizada ao sul da Tanzânia. 

## População
Segundo o censo de 2012, a cidade tem uma população de 315 866 habitantes.

## Educação
A Muslim University of Morogoro  fundada em 2004 tem o seu campus instalado a 4 Km do centro de Morogoro.

## Primeira Guerra Mundial
A cidade foi ocupada por tropas da Commonwealth em agosto de 1915 durante a Primeira Guerra Mundial, instalando no local unidades de atendimento médico e um cemitério militar.

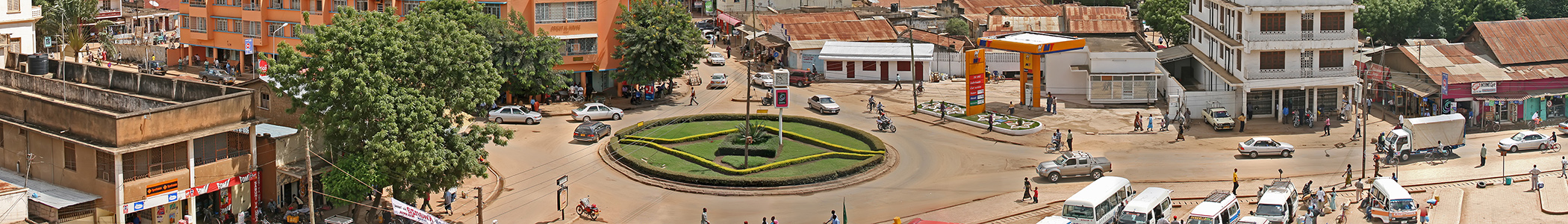
Centro de Morogoro.